# Ethereal
Ethereal – sniffer i analizator pakietów z możliwością dekodowania wielu protokołów.
Funkcjonalność Ethereala jest bardzo podobna do tcpdump, lecz Ethereal posiada GUI i dużo więcej opcji sortowania i filtrowania.
Pozwala użytkownikowi zobaczyć cały ruch w sieci przez przełączenie karty sieciowej w tryb promiscuous.
Ethereal rozpowszechniany jest jako FOSS, jest dostępny na następujące platformy:
- Windows
- Linux
- Solaris
- FreeBSD
- NetBSD
- OpenBSD
- Mac OS X

Aktualnie Ethereal nie jest już aktywnie rozwijany. Jego następcą jest Wireshark.